# Léo Grandsire
Léo Grandsire (31 de diciembre de 1996) es un deportista francés que compite en remo. Ganó una medalla de bronce en el Campeonato Europeo de Remo de 2019, en la prueba de cuatro scull ligero.

## Palmarés internacional
| Campeonato Europeo | Campeonato Europeo | Campeonato Europeo | Campeonato Europeo  |
| Año                | Lugar              | Medalla            | Prueba              |
| ------------------ | ------------------ | ------------------ | ------------------- |
| 2019               | Lucerna (Suiza)    | Medalla de bronce  | Cuatro scull ligero |